# سیق
سیق (به عربی: سیق) یک شهرداری در الجزایر است که در ناحیه سیق واقع شده‌است.